# Wilson (1927–1998)
Wilson Francisco Alves (21 grudnia 1927 – 12 lipca 1998) – piłkarz brazylijski znany jako Wilson, obrońca.
Urodzony w Rio de Janeiro Wilson karierę piłkarską rozpoczął w 1943 roku w klubie São José Rio de Janeiro, skąd szybko przeniósł się do klubu CR Vasco da Gama. Razem z Vasco da Gama zdobył trzy tytuły mistrza stanu Rio de Janeiro - w 1945, 1947 i 1949 roku.
Jako piłkarz klubu Vasco da Gama wziął udział w turnieju Copa América 1949, gdzie Brazylia zdobyła tytuł mistrza Ameryki Południowej. Wilson zagrał w pięciu meczach - z Ekwadorem, Kolumbią, Peru, Urugwajem i Paragwajem.
W 1950 i 1952 roku razem z Vasco da Gama Wilson zdobył jeszcze dwa tytuły mistrza stanu Rio de Janeiro.
W Vasco da Gama Wilson grał do 1952 roku, po czym w 1953 roku został graczem drużyny Portuguesa São Paulo, w której grał do 1954 roku. Na koniec kariery w latach 1955–1957 grał w klubie Santos FC, z którym dwukrotnie zdobył tytuł mistrza stanu São Paulo (Campeonato Paulista) - w 1955 i 1956 roku.
Wilson zmarł 12 lipca 1998 roku w mieście São José do Rio Preto.

## Trener
- 1961: A Prudentina EA de Presidente Prudente (SP)
- 1963-66: EC São Bento de Sorocaba (SP)
- 1966-67: A. Portuguesa de Desportos (SP)
- 1968: Guarani FC de Campinas (SP)
- 1968-69: América FC de São José do Rio Preto (SP)
- 1970: EC São Bento
- 1972 América FC (SP)
- 1971: Paulista FC — Jundiaí (SP)
- 1971: EC São Bento
- 1972: América FC (SP)
- 1973: EC Noroeste — Bauru (SP)
- 1975: Marília AC
- 1975: EC Comercial de Campo Grande (MS)
- 1976-77: EC Noroeste
- 1977-78: Grêmio Maringá (PR)
- 1978: EC Comercial
- 1979: América FC (SP)
- 1979-1980: Marília AC
- 1982: América FC (SP)
- 1985: Volta Redonda FC (RJ)
- 1980: América FC (SP)
- 1980: Marília AC
- 1981: EC São Bento
- 1981: EC Taubaté (SP)
- 1982: Grêmio Maringá